# Xylophragma myrianthum
Xylophragma myrianthum là một loài thực vật có hoa trong họ Chùm ớt. Loài này được (Cham.) Sprague miêu tả khoa học đầu tiên năm 1903.